# Shelley Morrison
Shelley Morrison (geboren; Rachel Mitrani, New York, 26 oktober 1936 — Los Angeles, 1 december 2019) was een Amerikaans actrice. Ze speelde Rosario (Inez Consuelo Yolanda Salazar) in de Amerikaanse sitcom Will & Grace, uitgebracht door NBC.

## Biografie
Morrison was van Sefardisch Joodse afkomst. Ze groeide op in The Bronx. Haar vader, een kleermaker, stierf toen zij 10 jaar oud was en kort nadat het gezin naar Los Angeles was verhuisd. Na haar studie aan het Los Angeles City College kreeg zij rollen in o.a. Divorce American Style en How to Save a Marriage (And Ruin Your Life). Ze had in meer dan 25 films en zo'n 35 televisieseries (o.a. Columbo en Troop Beverly Hills) een rol als dienstmeid. Van 1999 tot en met 2006 speelde ze de rol van Rosario in Will & Grace. Eigenlijk was deze rol een kort leven beschoren, maar de kijkers vonden haar zo geweldig dat de rol werd uitgebreid.

## Borstkanker
In 1998 werd bekend dat Morrison borstkanker had, waaraan ze werd geopereerd. Eerder was al vastgesteld dat ze aan longkanker leed, waardoor een derde van haar rechterlong verwijderd moest worden. Terwijl ze herstellende van de longkanker was, bleek dat ze aan borstkanker leed.
Ze overleed in 2019 op 83-jarige leeftijd door hartproblemen.

## Filmografie (beknopt)
- General Hospital (1982) - Mrs. Ramirez
- De Vliegende Non (1967-1970) - zuster Sixto
- Troop Beverly Hills (1989) - Rosa the Maid
- Murder, She Wrote (1992) - Maria
- Will & Grace (1999-2006) - Rosario
- Shark Tale (2004) (stem) - Mrs. Sanchez